# Susa (Túnez)
La ciudad de Susa (en árabe: سوسة, Sūsah; en francés: Sousse), capital de la gobernación de Susa, está situada en la costa este de Túnez, a 140 km al sur de la ciudad de Túnez, y tiene 206 413 habitantes (estimados en 2004). Está bañada por el mar Mediterráneo y por el golfo de Hammamet. Susa se llamaba Hadrumetum, durante la época púnica.

## Historia
En la costa del golfo mediterráneo apareció una base comercial grande y bien fortificada con un puerto y una fortaleza. Numerosos barcos lo atravesaron, rumbo al Estrecho de Gibraltar. La ciudad estaba ubicada al sur del centro de la actual Susa y se llamaba Hadrumetum.
Con el tiempo, la ciudad se expandió significativamente, estaba rodeada por una enorme muralla de fortaleza con una longitud de aproximadamente 6,5 km, y también aparecieron astilleros y una flota desarrollada. Hadrumetum conoció el comienzo de una nueva era en el estado de una provincia de Bizancio, pero en el siglo VII, durante la ocupación de Túnez por el califato árabe omeya, la antigua ciudad fue completamente destruida.
Los árabes no la restauraron y construyeron una nueva fortaleza un poco al norte, que recibió el nombre bereber de Susa. Aquí construyeron un gran astillero, donde lanzaron barcos mercantes y militares que participaron en la conquista de Sicilia.
Fue tomada por las tropas españolas en 1537 después de la Jornada de Túnez y por los ejércitos otomanos en 1574.
En 1881, todo el país cae bajo el protectorado de Francia. Desde entonces, durante varias obras de construcción en Susa, se han descubierto interesantes artefactos arqueológicos: un teatro, una necrópolis, un hipódromo e incluso tanques de almacenamiento de agua subterráneos. Y en el puerto se encontraron los restos de los buques de guerra del Imperio Romano. Durante este periodo, los soldados y misioneros franceses también encontraron e investigaron varias catacumbas cristianas, que hoy en día son las más importantes de Tunicia.
Susa sufrió graves daños durante la Segunda Guerra Mundial cuando las fuerzas aliadas intentaron evitar que los nazis utilizaran las instalaciones portuarias. Fue completamente liberado en 1943, y a partir de los años 80 del siglo XX comenzó su activo desarrollo como centro turístico. 
La Medina de Susa fue declarada Patrimonio de la Humanidad por la Unesco en el año 1988.

## Geografía y clima

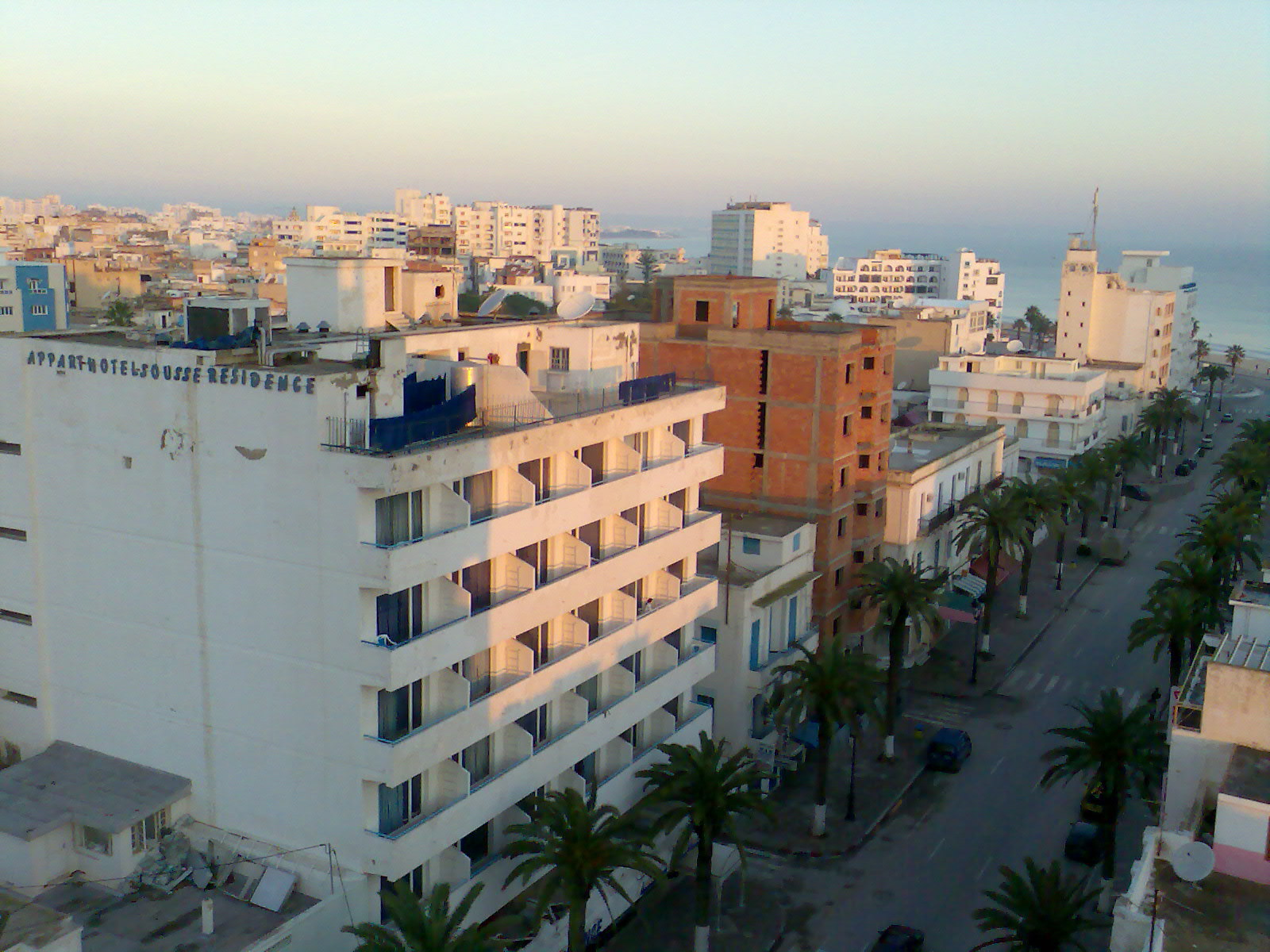
Sousse

Susa se encuentra en el Sahel tunecino, en el umbral del Sahara con condiciones climáticas especiales. El Sahel se encuentra al este del centro del país y cubre varios centros turísticos populares de Túnez. La palabra "Sahel" en sí es de origen bereber y significa "orilla" o "borde", es decir, el umbral de las arenas del Sahara.
Las llanuras montañosas del Sahel están cubiertas de olivares que, a pesar del suelo seco y las escasas lluvias, consiguen extraer la humedad directamente de la atmósfera. En el Sahel se han plantado eucaliptos, pinos y otros árboles poco exigentes gracias a un programa gubernamental de larga data.
El clima de esta zona es muy suave e incluso en invierno la temperatura prácticamente no desciende por debajo de + 12 ° С. Y aunque este período se distingue por frecuentes lluvias frías, ya desde finales de enero en la ciudad puedes conocer a muchos viajeros admirando las almendras en flor y las naranjas vertidas.
Las fuertes lluvias cesan alrededor de mayo y llega una verdadera primavera cálida a Susa. En verano, la temperatura varía de + 22 °C en junio a aproximadamente + 40 °C en julio y agosto, cuando un viento bochornoso del Sahara llega a la ciudad.

## Educación
La Universidad de Susa, antes conocida como la Universidad del Centro, tiene distintos centros, como la Facultad de Medicina Ibn El Jazzar y la Escuela Nacional de Ingenieros. El Instituto Superior de Música se fundó en 1999.
Otros centros son la escuela secundaria piloto, la escuela secundaria para niños, la escuela secundaria Tahar-Sfar (anteriormente escuela secundaria para niñas), la escuela secundaria del 20 de marzo de 1934 (escuela secundaria técnica bachillerato), los centros de bachillerato Abdelaziz-El-Bahi y Jawhara, y colegios como el Pilot College de Sousse, el Mohamed El Aroui College o el Constantine College.

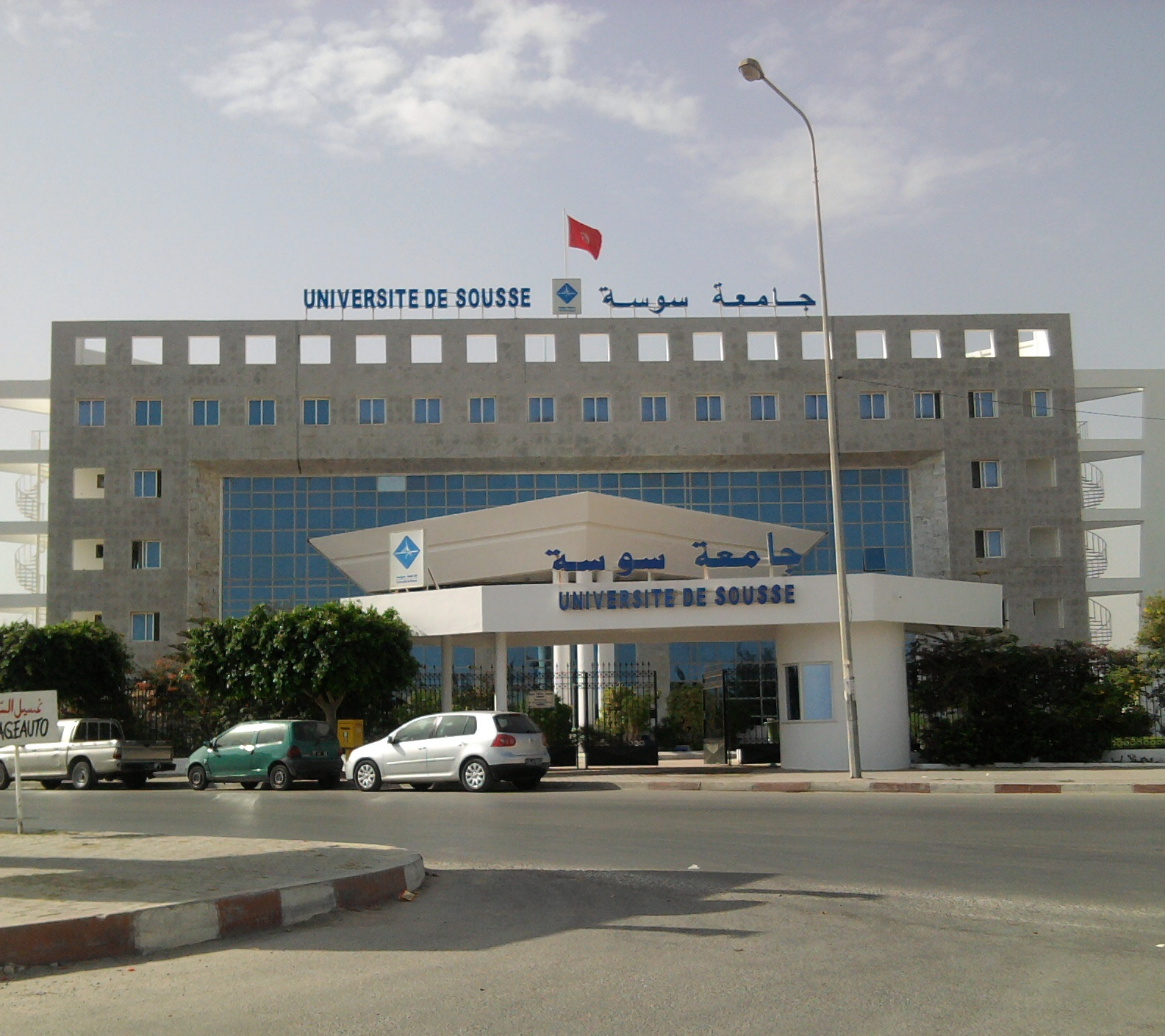
Universidad de Susa
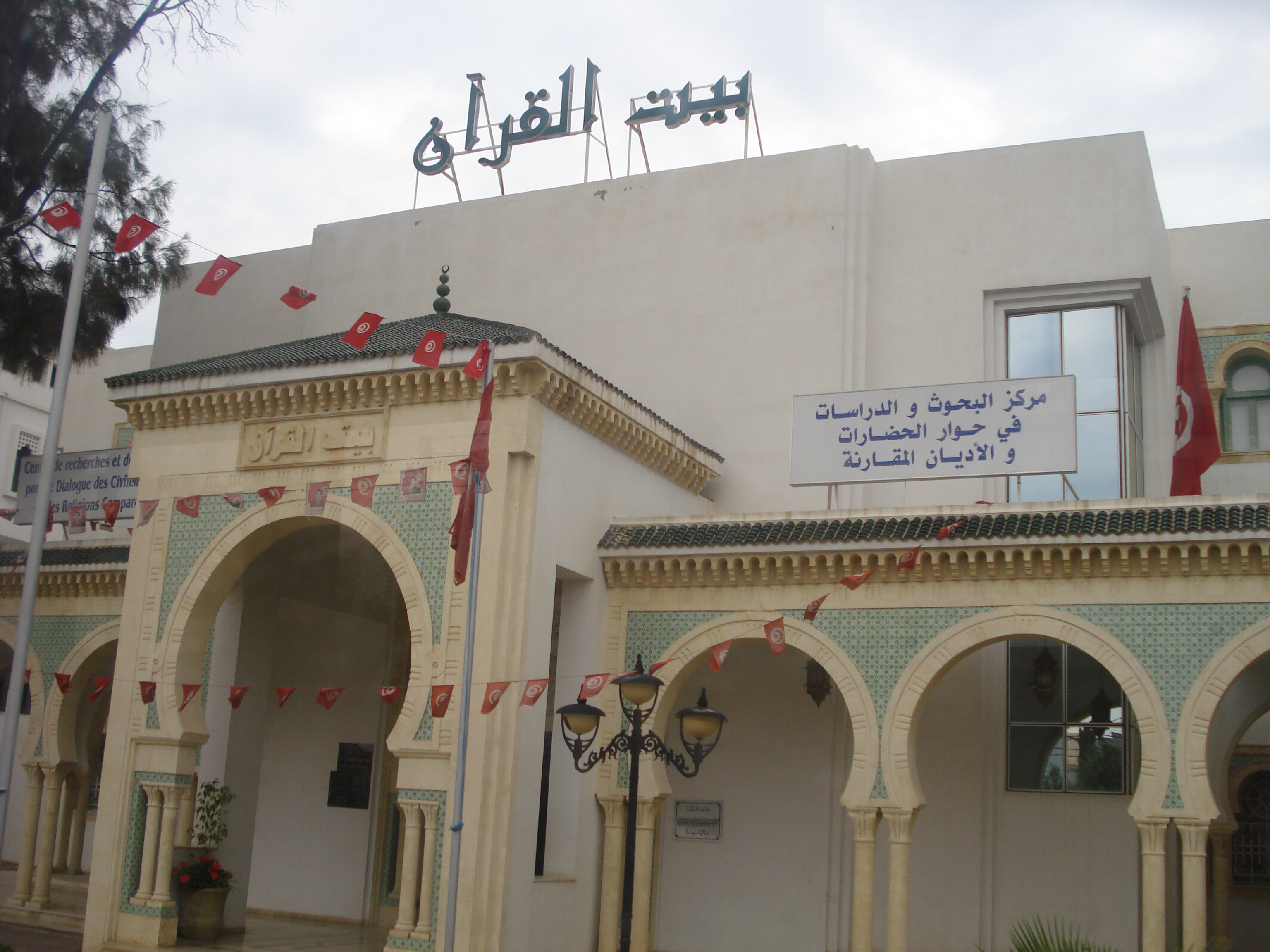
Centro educativo del Corán en Susa
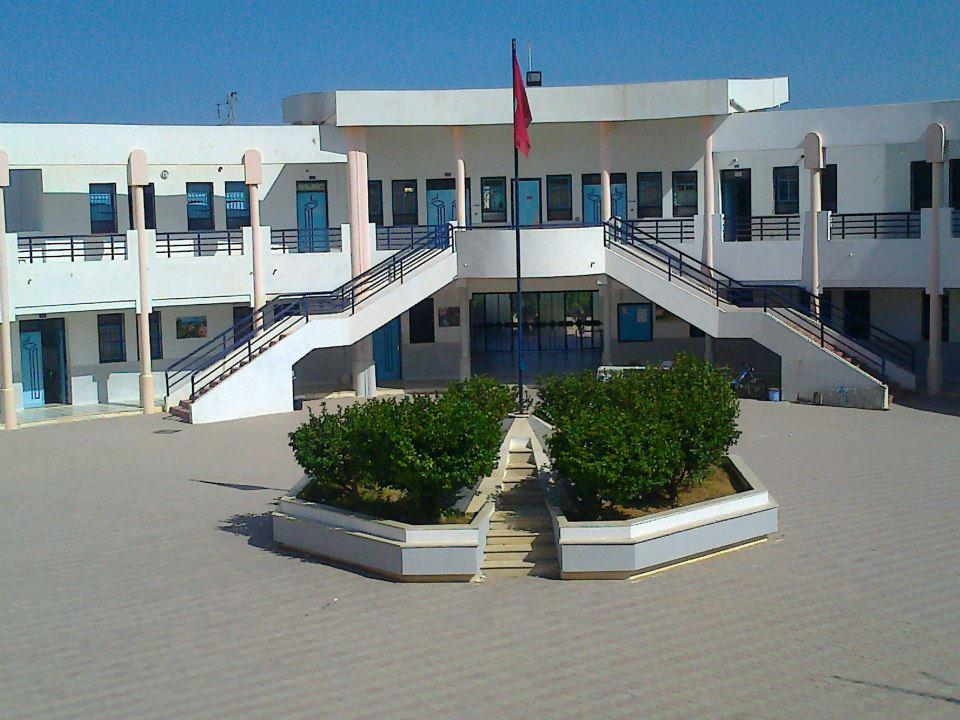
Escuela secundaria piloto del patio de la escuela de Susa
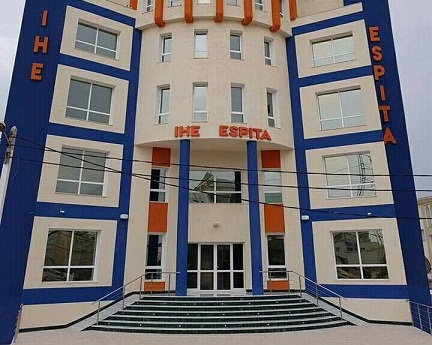
Grifo-local

## Economía

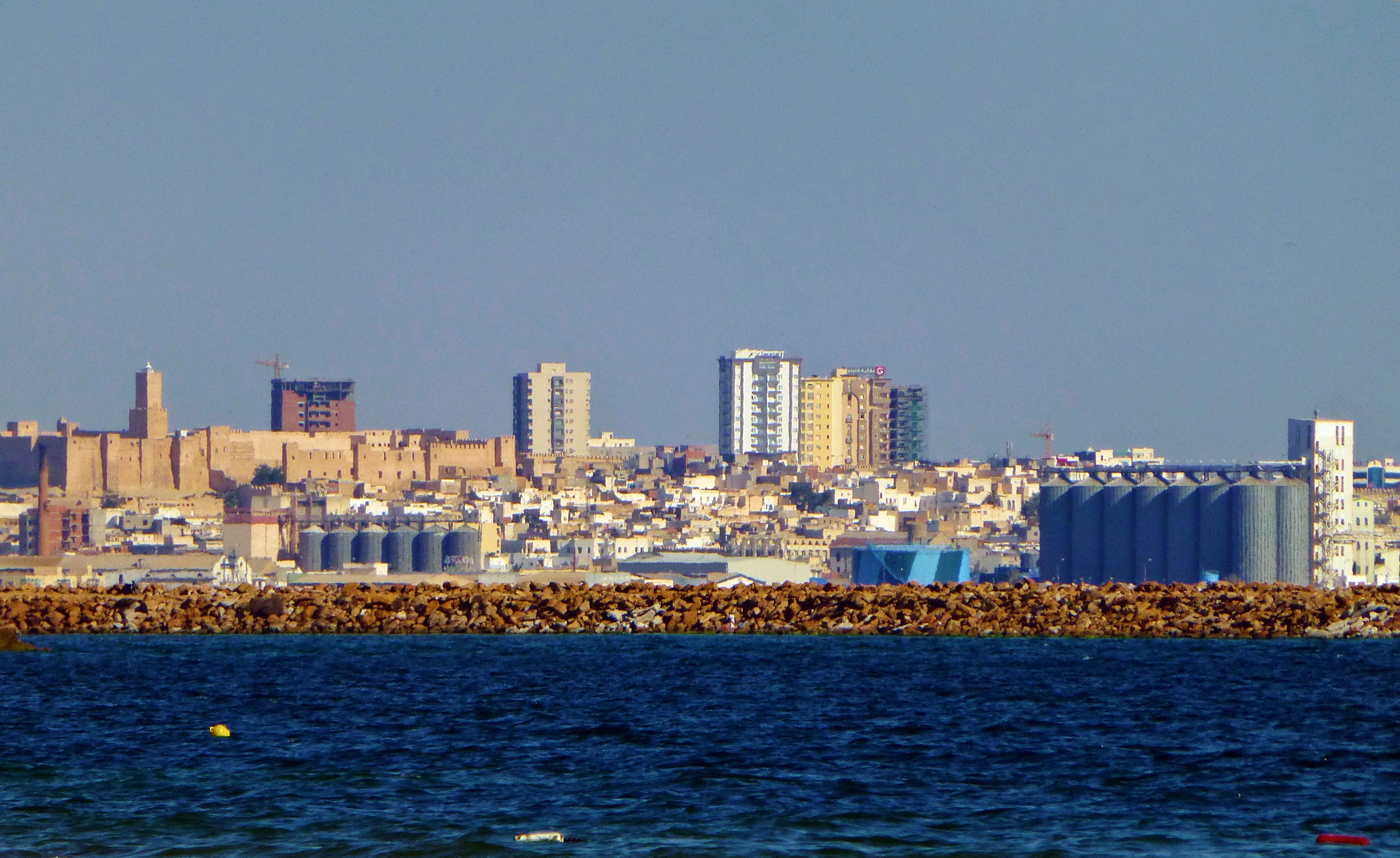
Horizontes de Susa

Susa es la tercera ciudad más grande de Túnez después de Tunis y Sfax. Aunque Susa está asociada con la fabricación de aceite de oliva y tiene otras industrias, el turismo predomina en la actualidad. Un olivar que cubre más de 2500 km² (965 mi²) constituye una de sus principales riquezas desde  antigüedad. El concurrido puerto cerca del centro agrega un toque de vivacidad a su actividad. Susa también tenía muchos pozos de petróleo en el área durante su período colonial.
Susa es la tercera ciudad más grande de Túnez después de Tunis y Sfax. Aunque Susa está asociada con la fabricación de aceite de oliva y tiene otras industrias, el turismo predomina en la actualidad. Un olivar que cubre más de 2500 km² (965 mi²) constituye una de sus principales riquezas desde  antigüedad. El concurrido puerto cerca del centro agrega un toque de vivacidad a su actividad. Sousse también tenía muchos pozos de petróleo en el área durante su período colonial.

### Turismo
Susa es un importante centro turístico. Tiene un clima cálido semiárido, con la ubicación junto al mar moderando el clima, lo que lo convierte en un centro turístico para todas las estaciones con veranos calurosos y secos e inviernos cálidos, suaves y húmedos. Las playas de arena fina están respaldadas por huertos y olivos.
Solo 20 km (12 mi) de  Monastir y Monastir Habib Bourguiba International Airport, los complejos hoteleros con una capacidad de 40.000 camas se extienden 20 km (12 mi) de la ciudad vieja (Medina) al norte a lo largo del paseo marítimo hasta Port El Kantaoui. Unos 1.200.000 visitantes acuden cada año para disfrutar de sus hoteles y restaurantes, discotecas, casinos, playas e instalaciones deportivas.
Susa se considera un destino turístico popular, especialmente debido a su vida nocturna. Los clubes nocturnos más conocidos incluyen Bora Bora, Living, Rediguana, Platinum y The Saloon. Los mejores productores y DJs de la danza vienen a tocar en los distintos clubes. La temporada tradicionalmente comienza a principios de junio y termina el primer fin de semana de octubre con las fiestas de clausura.

## Transporte

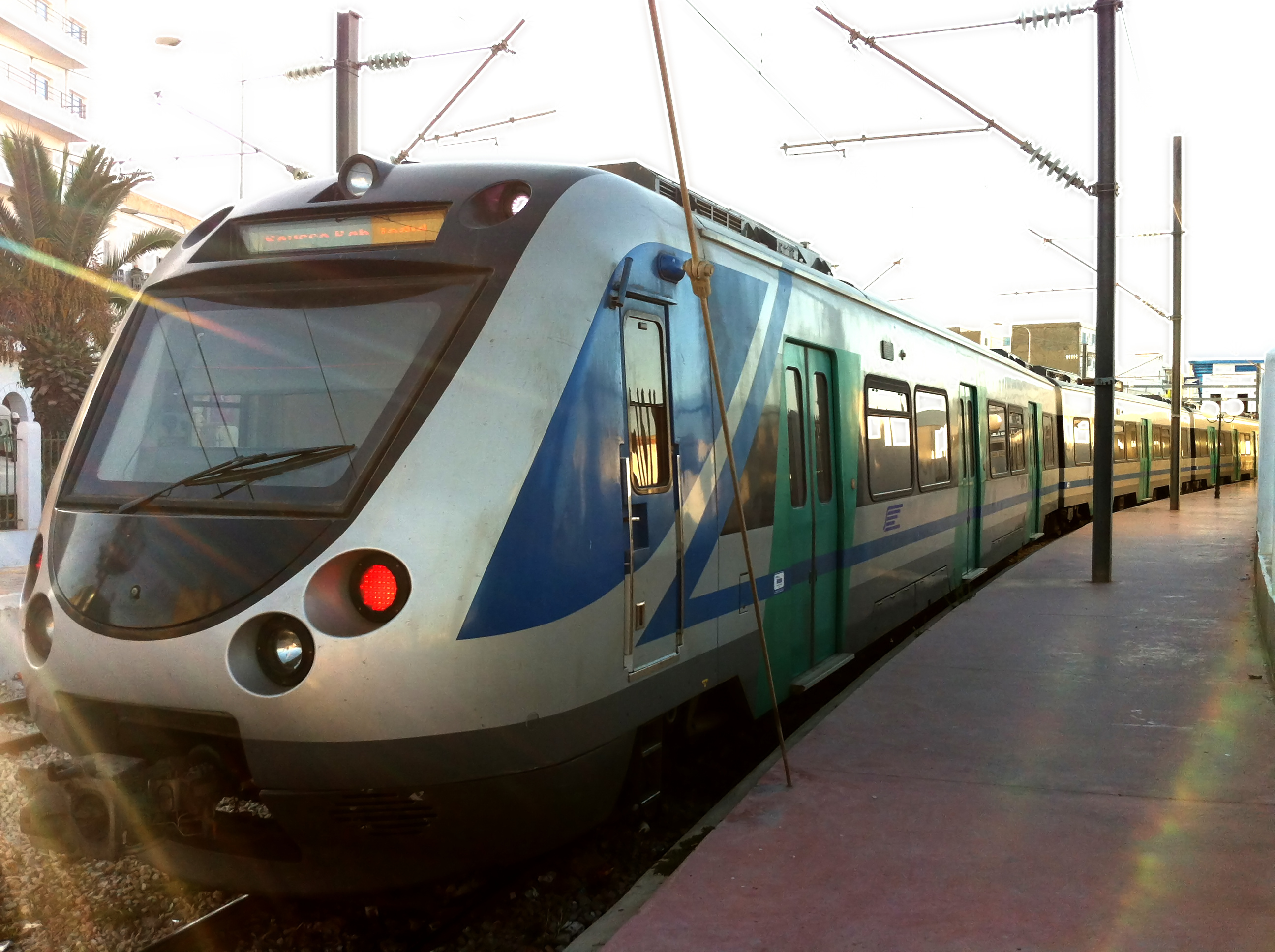
Sahel Metro tren en Susa

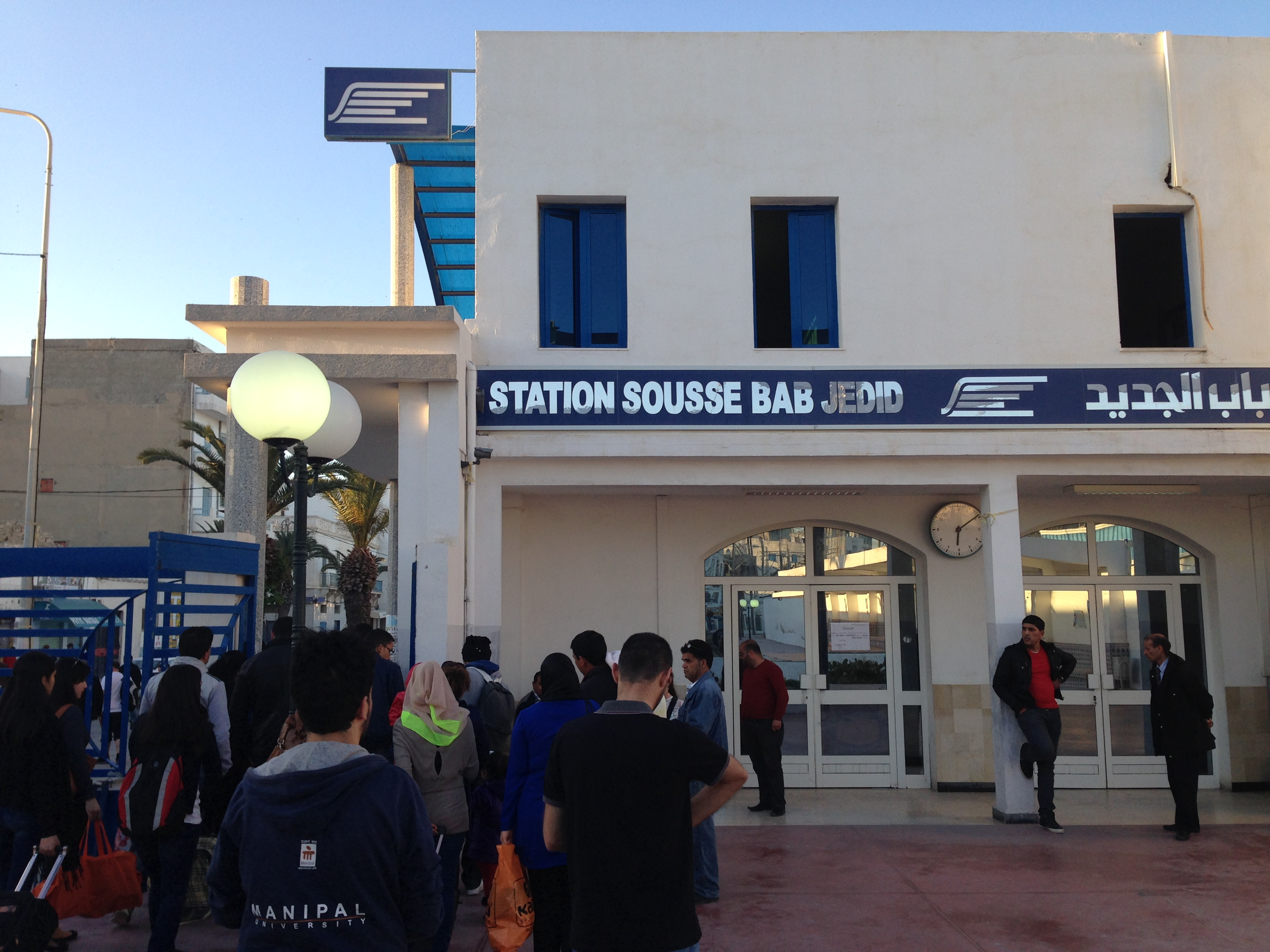
Sousse-Bab Jedid estación.

Susa está bien conectada con la red principal de ferrocarriles de Túnez, con líneas no electrificadas a Túnez (desde 1899), Sfax (desde 1911) y Kasserine (desde 2004) con unidad múltiple diésel y locomotora - trenes impulsados. La terminal principal de Gare de Sousse está en el centro de la ciudad, mientras que Gare Kalâa Seghira sirve una ruta de circunvalación.
Desde 2010, la línea electrificada Sahel Metro va hacia el sur hasta el Monastir Habib Bourguiba International Airport,  Monastir y Mahdía. Esta línea tiene la estación Sousse - Bab Jadid como su terminal norte en el centro de la ciudad de Susa, y 4 estaciones adicionales en la ciudad.
Los autobuses interurbanos y los microbuses de franja roja (los llamados  louage s ) conectan Susa con muchas ciudades de Túnez. El tránsito urbano en Susa se realiza mediante rutas de autobuses articulados y convencionales, louages de franja azul y taxis baratos.
El 600 mm (1' 113/5") ferrocarril de Sousse - Kairouan Decauville funcionó desde 1882 hasta 1996, antes de que se cambiara al ancho de 1000 mm (3' 32/5").

## Galería

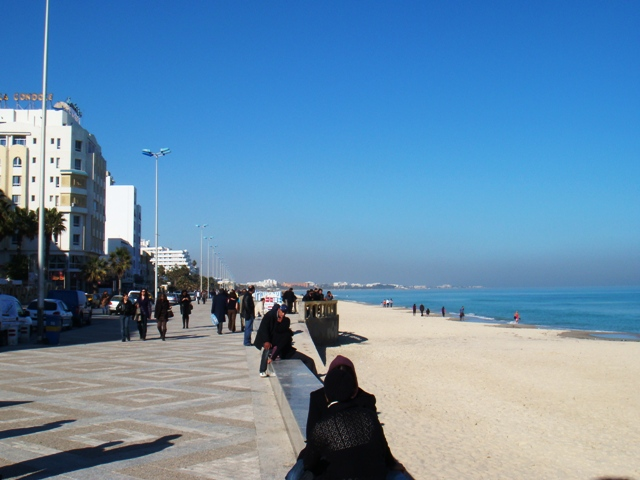
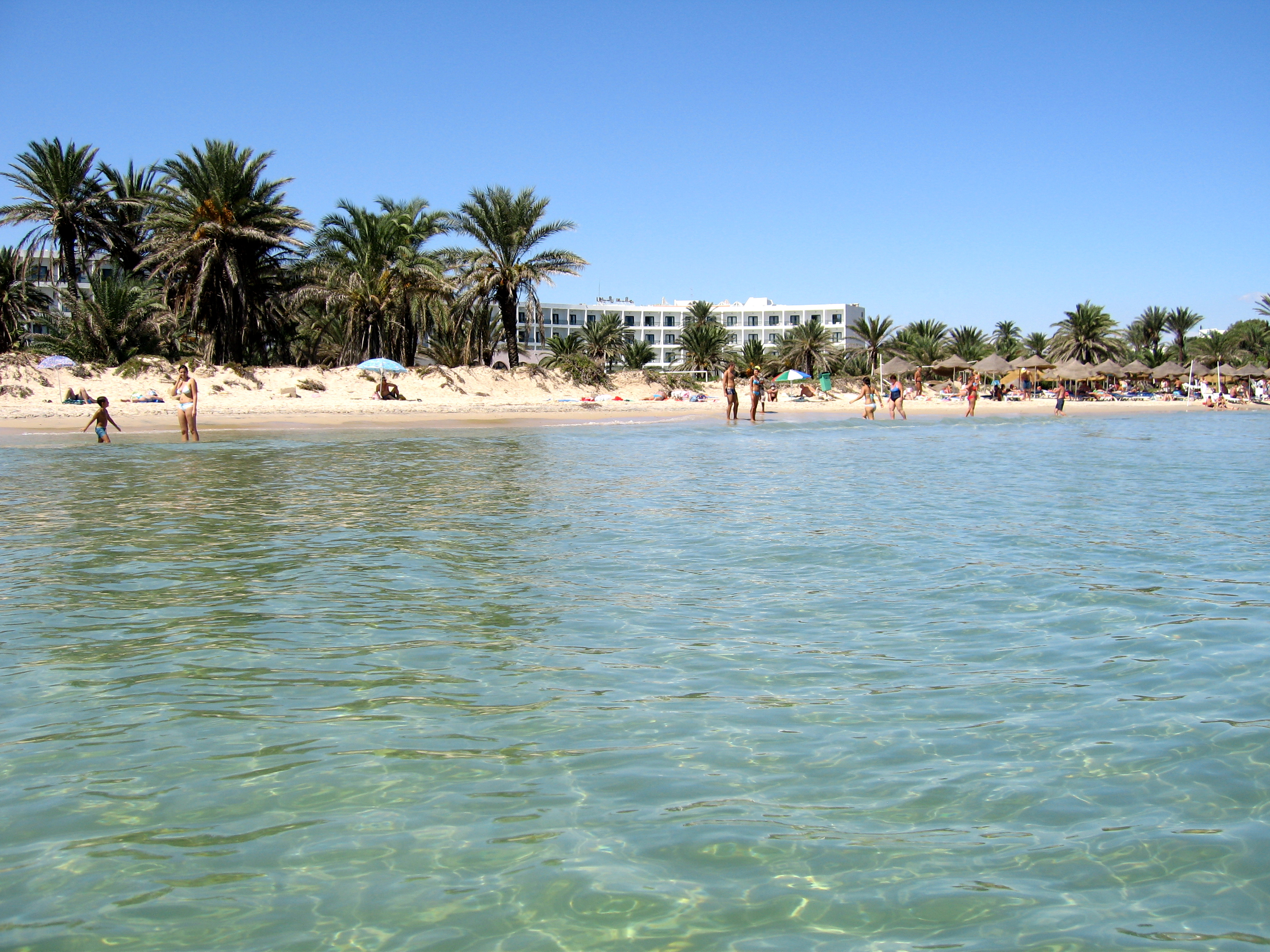
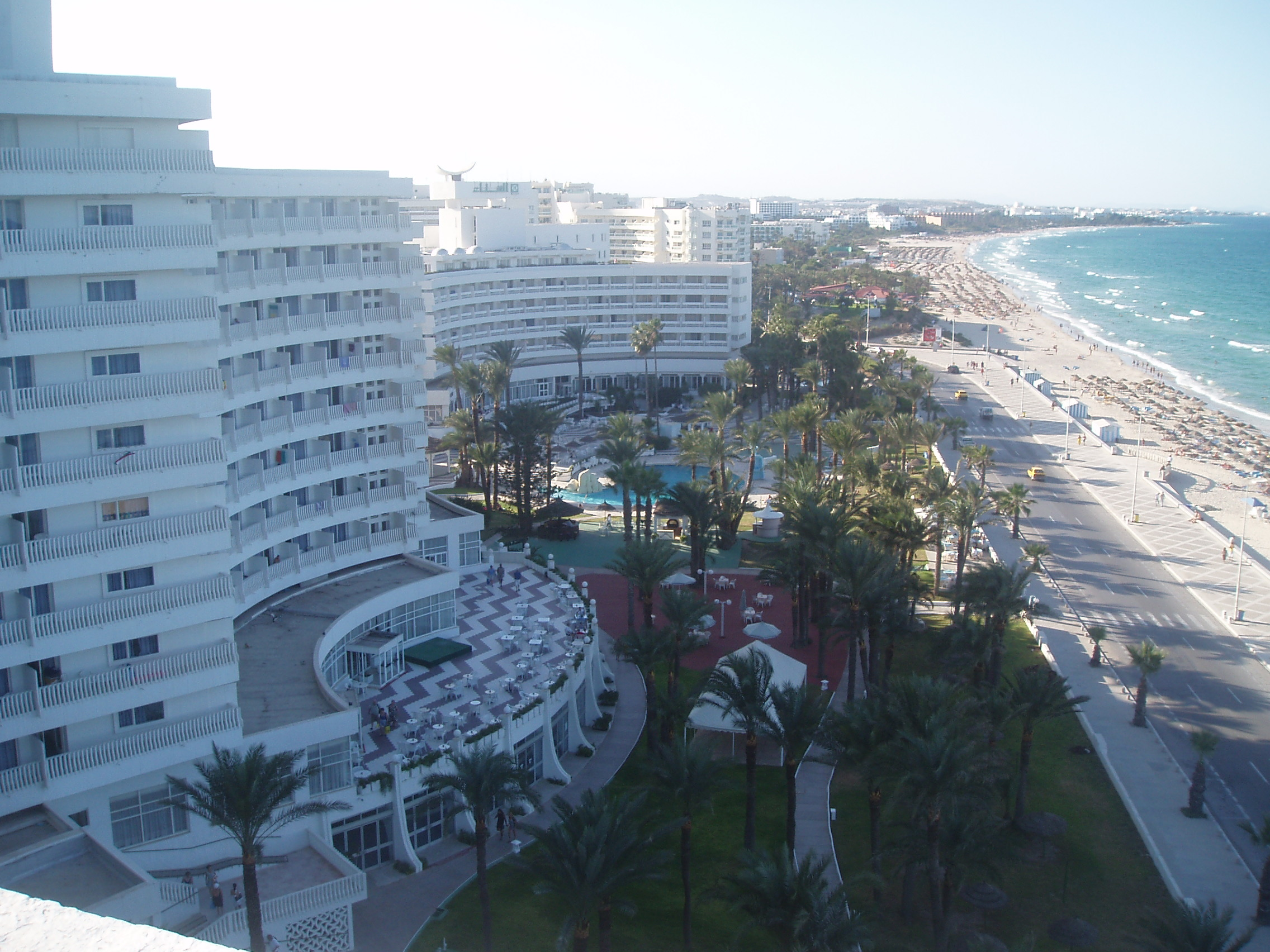
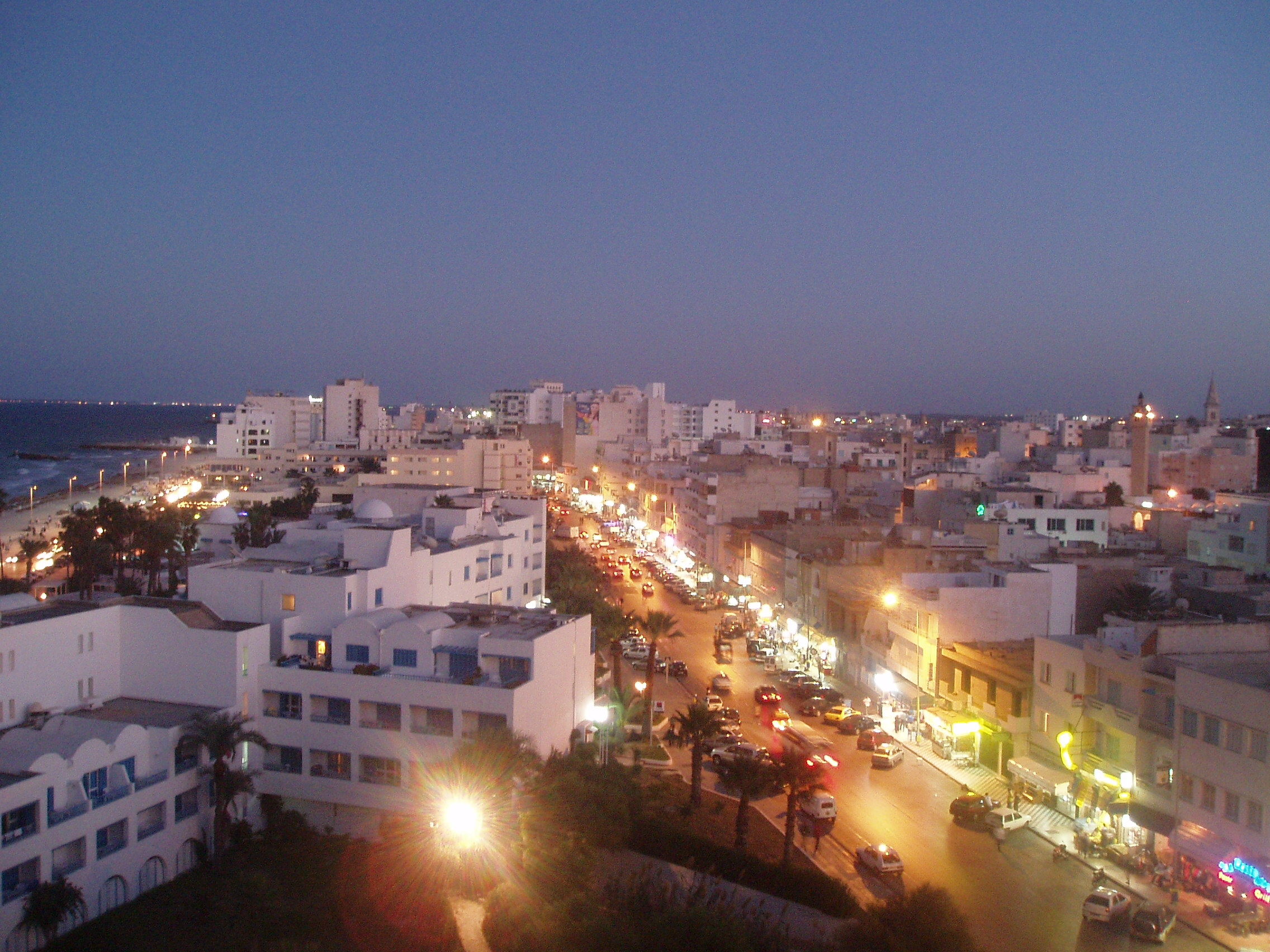
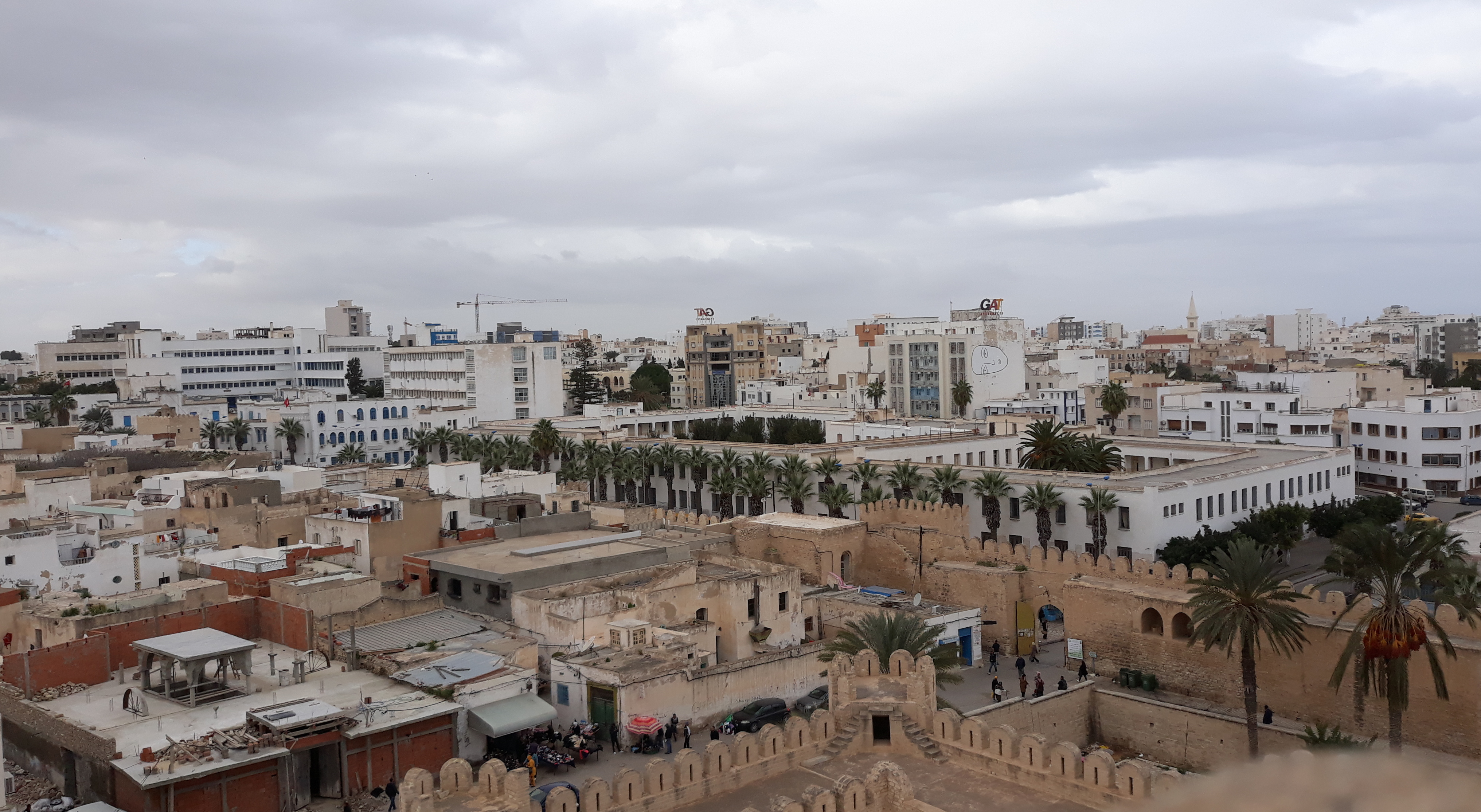
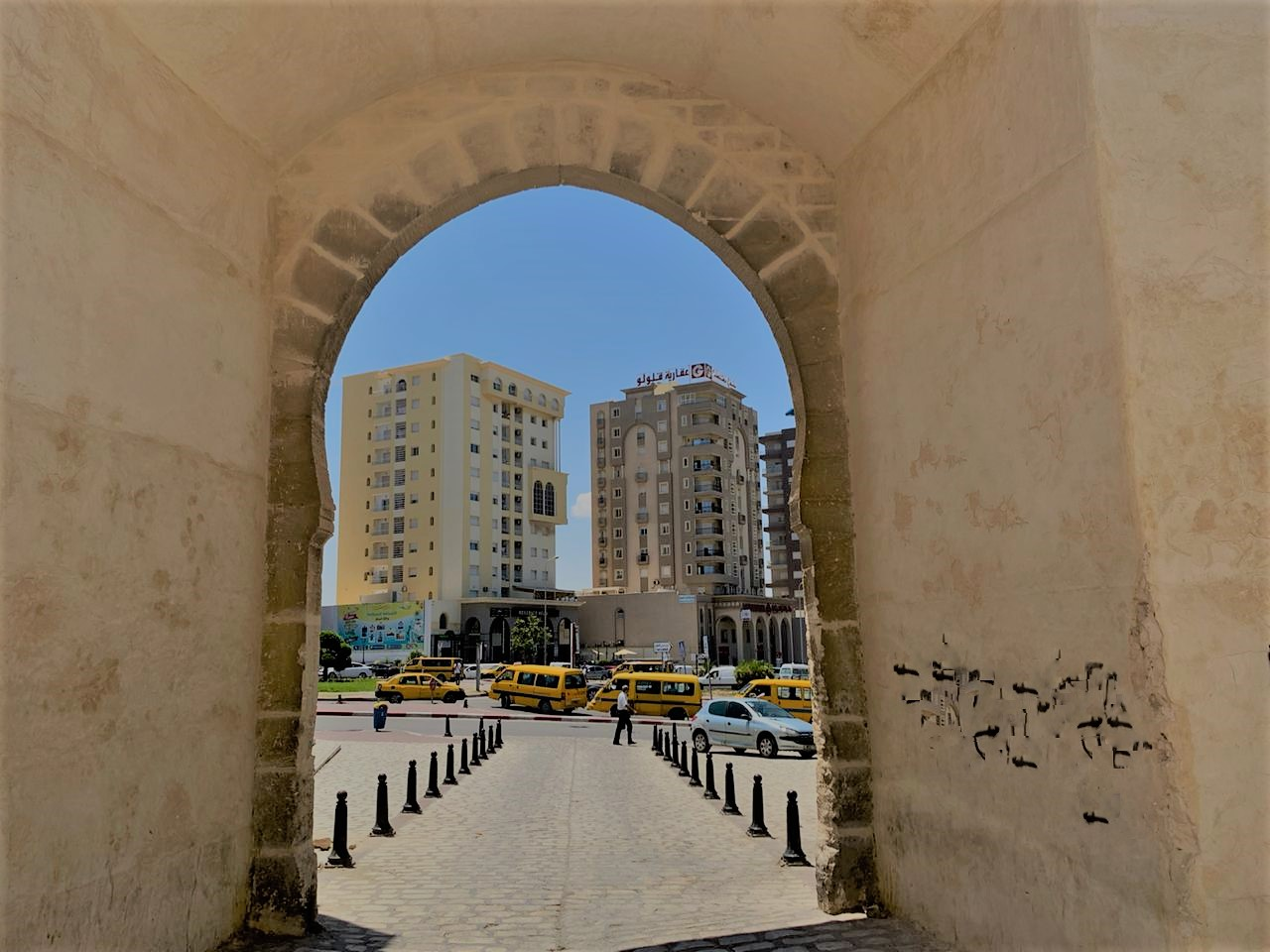
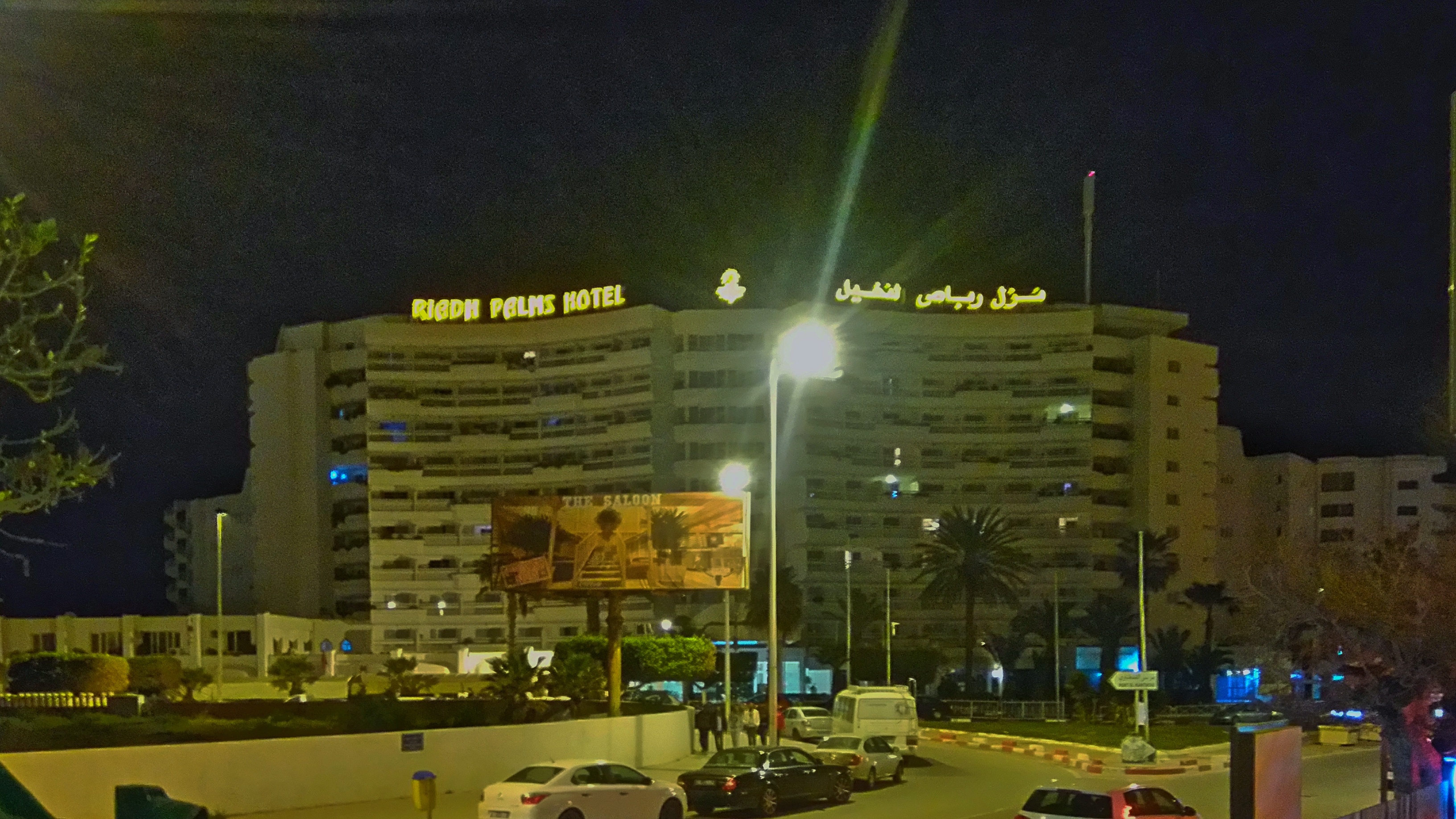
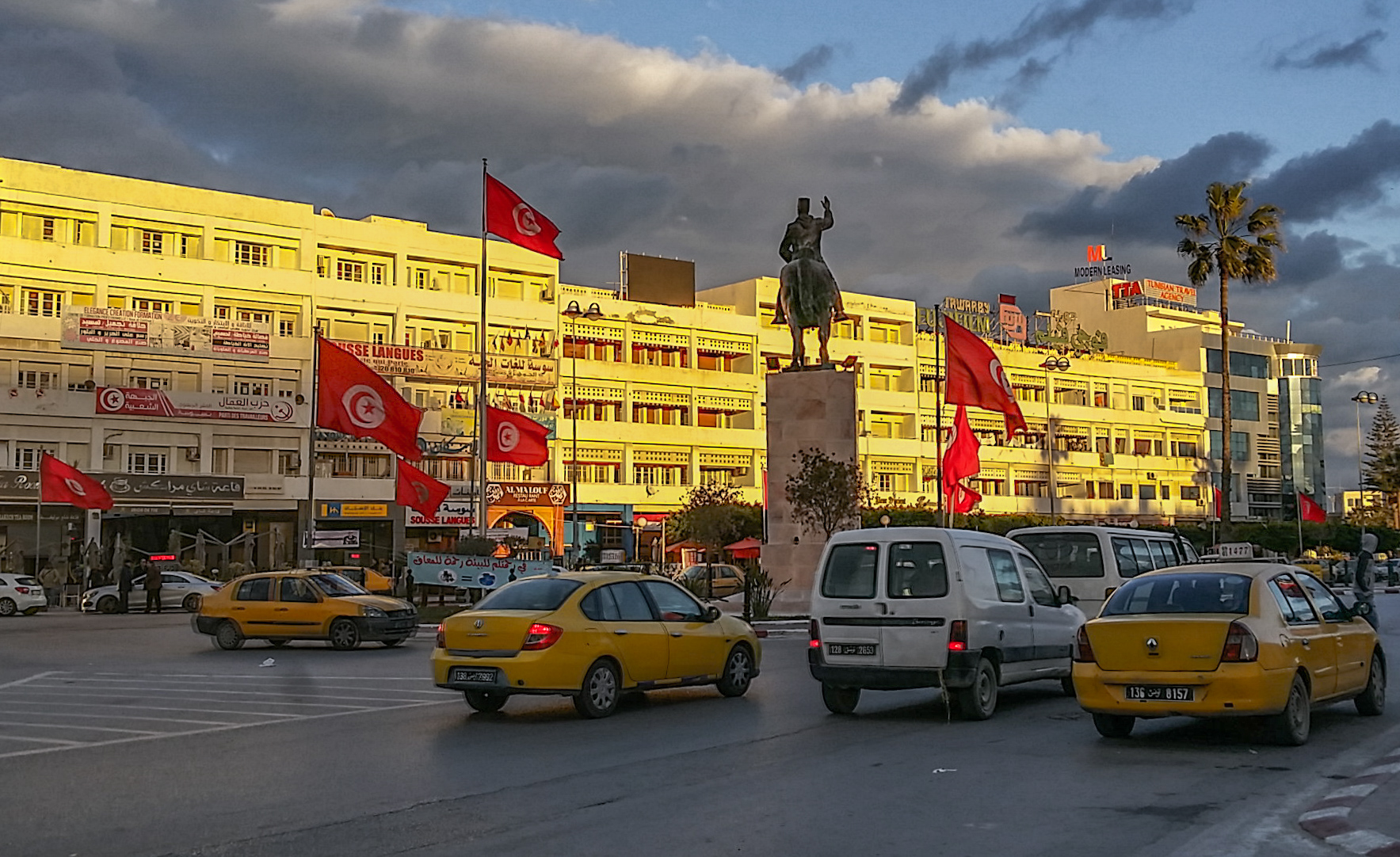
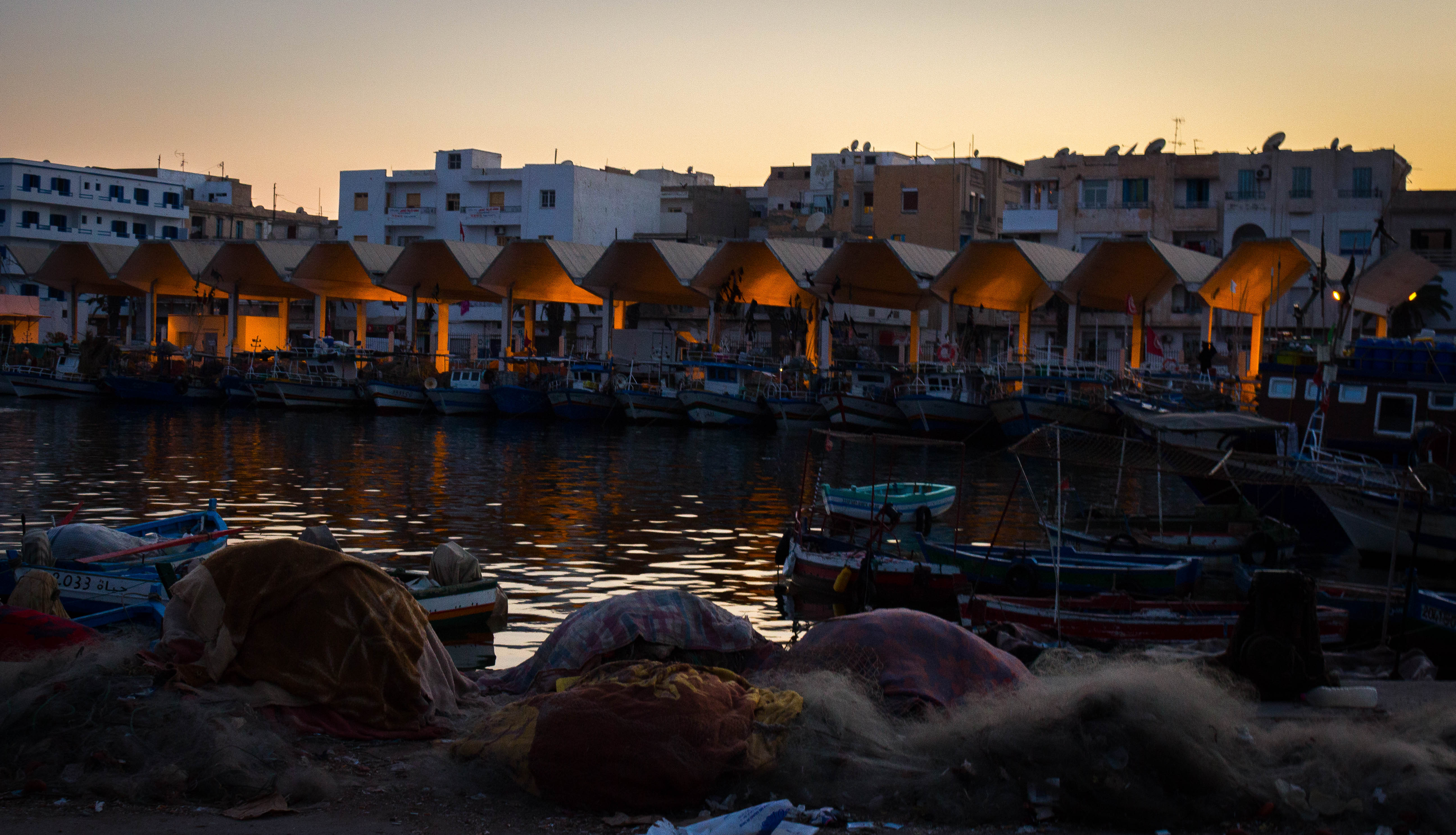
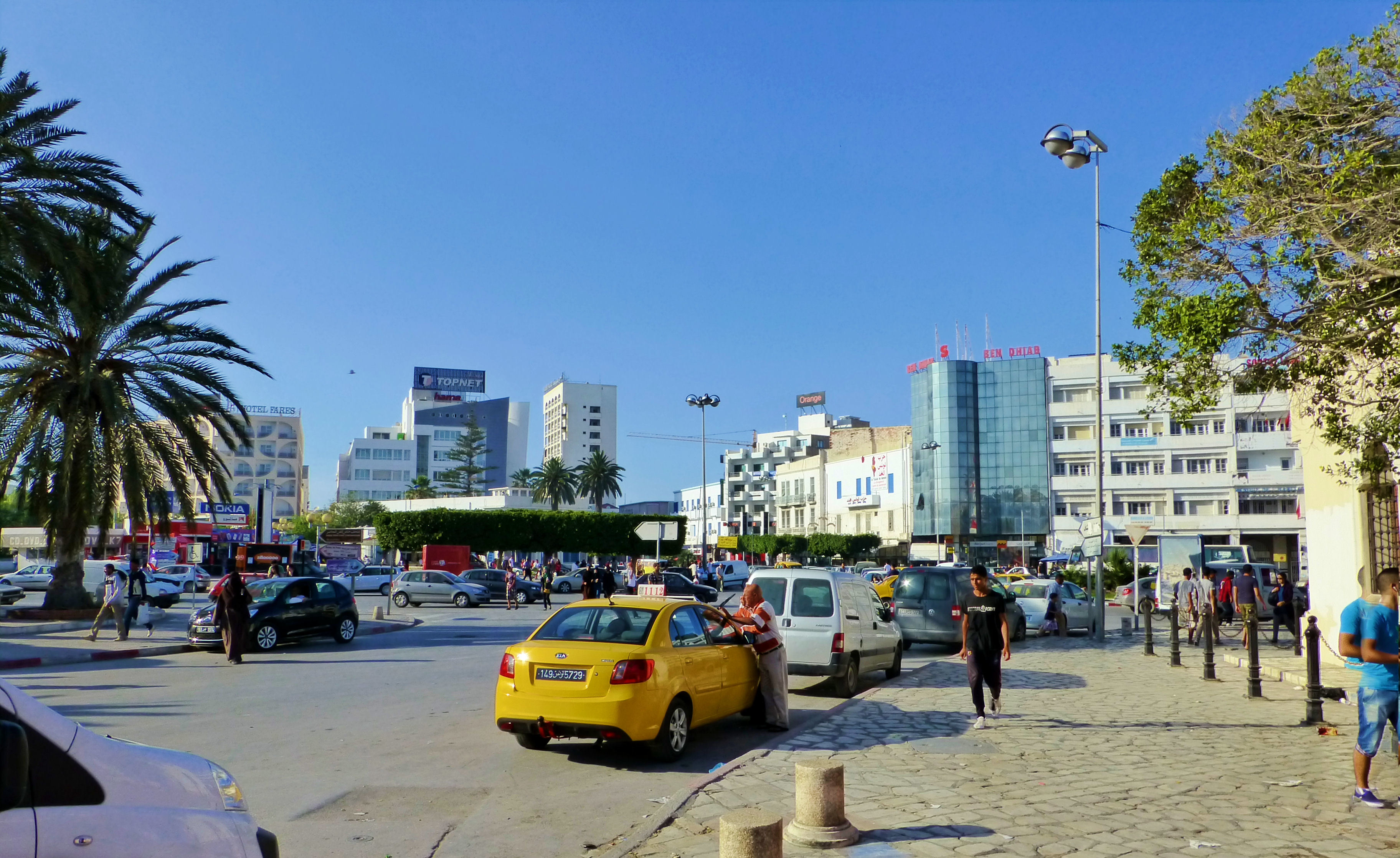

## Estadísticas
- Población: 546 413 habitantes.[cita requerida]
- Humedad relativa media: 69 %.
- Número de hospitales: 15 (entre públicos y privados).

## Ciudades hermanadas
- Constantina (Argelia)
- Liubliana (Eslovenia)
- Marrakech (Marruecos)

## Personas destacadas
- Clodio Albino
- Zine El Abidine Ben Ali
- Hamed Karoui